# イルハン天文表
『イルハン天文表』（イルハンてんもんひょう、ペルシア語: زیجِ ایلخانی, ラテン文字転写: Zīj-i Īlkhānī、イルハン表、イルハン天文便覧とも）は、イルハン朝の君主フレグの命により、ナスィールッディーン・トゥースィーが中心となって編纂したズィージュ（天文表）である。イブン・ユーヌスの『ハーキム大天文表』などを基に、トゥースィーらが建設したマラーガ天文台での観測も踏まえて作成され、1270年代の前半には完成し、フレグの息子アバカに献呈された。

## 成立
モンゴルでは占星術が重要視され、ナスィールッディーン・トゥースィーはその担い手として最も評価されていた。イルハン朝を興したフレグは、バグダード制圧後、トゥースィーに天文台の建設、天文表の作成を命じた。トゥースィーは、ムアイヤドゥッディーン・ウルディーやナジュムッディーン・カーティビーらと共に、イルハン朝の都マラーゲに天文台を建設、天文観測を行い、1270年頃に天文表を完成させた。その頃、イルハン朝の君主はフレグの息子アバカに替わっており、天文表もアバカに献呈され、王朝を称えてその名を戴き、『イルハン天文表』と呼ばれた。

## 特徴
『イルハン天文表』の原典は、ペルシア語で記された。数多くの写本や注釈が作られ、アラビア語にも翻訳されて、広く流通し、最も影響力があり多く読まれた天文表の一つとされる。
『イルハン天文表』の構成は、
1. 暦
2. 惑星の動き、位置、座標
3. 時刻とそのホロスコープ
4. その他の天文演算

という4部構成となっている。『イルハン天文表』で扱っている暦は、イスラム世界で用いられるヒジュラ暦、サーサーン朝のヤズデギルド3世の即位を起点とし、ゾロアスター教で用いられるヤズデギルド暦、セレウコス1世のバビロン奪還を起点とし、ヘレニズム文化圏で用いられるセレウコス暦、ユダヤ人の用いるユダヤ暦、セルジューク朝で用いられたジャラーリー暦、そして中国・ウイグル暦の6種類である。イスラム世界の天文表で、中国暦が記されたのは、『イルハン天文表』が初めてである。ヒジュラ暦と中国・ウイグル暦の換算、ヒジュラ暦、ヤズデギルド暦、セレウコス暦の相互換算の方法も記されている。
『イルハン天文表』の序文によれば、トゥースィーは正確な天文表を作るのに30年以下の天文観測では無理だと主張したが、フレグは12年で完成させるよう迫った。そのため『イルハン天文表』では、惑星などの基本パラメータを、イブン・ユーヌスの『ハーキム大天文表 (Zīj al-Kabīr al-Ḥākimī)』やイブン・アルアラムの『アドゥド天文表 (Zīj al-'Aḍudī)』から採用しており、核心部分はマラーガ天文台の観測に基づくものではない。しかし、遠日点経度や火星の周転円半径など、それ以前の天文表の値を借用したものとは明らかに異なるパラメータもみられる。また、『イルハン天文表』には60個の恒星をまとめた星表と、もう一つ18個の恒星からなる星表があり、後者では、プトレマイオス、イブン・アルアラム、イブン・ユーヌスが観測した黄道座標が、トゥースィーの座標と並べて記載されていて、マラーガ天文台の独自観測による結果が用いられていることは、間違いないとみられる。
『イルハン天文表』は、ビザンツ帝国のグレゴリー・コニアデスによって中世ギリシア語に翻訳されている。それを学んだクリソコッケス (George Chrysokokkes) が編纂した『ペルシアの天文学論文』は、天文表として『イルハン天文表』のものを用いており、ヨーロッパにも『イルハン天文表』は広まった。

## 評価
『イルハン天文表』は、トゥースィーの天文学の業績の中でも注目を集めるものの一つであり、イスラム天文学史上において重要な成果の一つと評される。しかし、短い期間で完成させる必要があり、古い天文表から引き写した時代遅れのパラメータを用いたため、同時代の天文学者からの評価は芳しくなかった。シャムスッディーン・ワーブカナウィー、ニザームッディーン・ニーシャブーリーらは、『イルハン天文表』が出て間もなく、批判を表明している。特にワーブカナウィーは詳細に検証し、『イルハン天文表』に基づくと合・衝・食などの天文現象が観測と食い違うとして、手厳しく批判した。またルクヌッディーン・アームリー (Rukn al-Dīn al-Āmulī) も、トゥースィーは間違いを犯しており、そのことは当時からよく知られていた、と述べている。